# Kleine Lenin-Bibliothek
Die Kleine Lenin-Bibliothek bzw. Kleine Leninbibliothek ist eine deutschsprachige kommunistische Buchreihe mit Schriften und Reden von Wladimir Iljitsch Lenin. Sie erschien in den Jahren 1931 und 1932 in Wien und Berlin im Verlag für Literatur und Politik. Die Reihe ist inhaltlich weitgehend gleich mit der in Moskau in den Jahren 1931 bis 1932 bei der Verlagsgenossenschaft ausländischer Arbeiter in der UdSSR erschienenen Leninbücherei des deutschen Arbeiters in der UdSSR.
In dem  Verlag für Literatur und Politik in Wien erschien auch eine Ausgabe Ausgewählte Werke in zwölf Bänden von Lenin.

## Bände
- 1 Karl Marx. Anhang: Beiträge zum Marxismus (aus Artikeln und Schriften Lenins), herausgegeben von Dr. Hermann Duncker
- 2 Die proletarische Revolution und der Renegat Kautsky.
- 3 Die Revolution von 1905. Mit einer Einleitung von I. M.
- 4 Über Religion. Aus Artikeln und Briefen (online)
- 5 Über die Pariser Kommune. Mit einem Vorwort von Paul Braun.
- 6 Über den Kampf gegen die Kriegsgefahr am Beispiel d. schweizer. Arbeiterbewegung (1916–1917).
- 7 Über den historischen Materialismus (mit den „beiden ausführlichsten und wichtigsten Arbeiten Lenins über den historischen Materialismus“)
- 8 Über die Judenfrage. Verlag für Literatur und Politik, Wien; Berlin, 1932[2]